# Alcippe klossi
La fulveta coroninegra (Alcippe klossi) es una especie de ave paseriforme de la familia Pellorneidae endémica de Vietnam. Anteriormente se consideraba una subespecie de la fulveta alirrufa.